# کنترل‌گر
کنترل‌گر در کنترل اتوماتیک نظری، در مهندسی برق و مکانیک
کنترل‌گر به دستگاهی برای نظارت و اعمال تغییر بر شرایط کار یک سامانهٔ مکانیکی متحرّک(دینامیکی) گفته می‌شود.